# Mistrzostwa Polski w Biegach Narciarskich 2018
Mistrzostwa Polski w Biegach Narciarskich 2018 – zawody w biegach narciarskich, które zostały rozegrane w dniach 6-7 stycznia 2018 oraz 22-25 marca 2018 w Szklarskiej Porębie na Polanie Jakuszyckiej.
Organizatorami mistrzostw byli Polski Związek Narciarski (PZN) i Dolnośląski Związek Narciarski.
Prawo startu w mistrzostwach Polski seniorów w konkurencjach biegowych mieli zawodnicy posiadający aktualną II klasę sportową, jak również posiadający licencje zawodnicze, badania lekarskie i ubezpieczenie. Zawody zostały przeprowadzone zgodnie z przepisami NRS oraz Wytycznymi Sportowymi PZN na sezon 2017/2018.
Konkursy rozegrane w dniach 6–7 stycznia były jednocześnie zawodami FIS. Startowali w nich także przedstawiciele innych krajów: Bośni i Hercegowiny, Chile, Litwy, Łotwy, Malezji, Nepalu, Słowacji, Tonga i Ukrainy.
W pierwszej części mistrzostw nie uczestniczyli między innymi Justyna Kowalczyk i Maciej Staręga. Natomiast w drugiej części nie uczestniczyła Ewelina Marcisz.

## Terminarz
| Data            | Miejscowość      | Godzina   | Konkurencja                                 | Złoto                         | Srebro                        | Brąz                      | Źródło |
| --------------- | ---------------- | --------- | ------------------------------------------- | ----------------------------- | ----------------------------- | ------------------------- | ------ |
| 6 stycznia 2018 | Szklarska Poręba | 14:30 CET | Sprint stylem klasycznym kobiet             | Monika Skinder                | Izabela Marcisz               | Urszula Łętocha           | [ 2 ]  |
| 6 stycznia 2018 | Szklarska Poręba | 14:30 CET | Sprint stylem klasycznym mężczyzn           | Kamil Bury                    | Paweł Klisz                   | Jan Antolec               | [ 3 ]  |
| 7 stycznia 2018 | Szklarska Poręba | 10:00 CET | 10 km stylem dowolnym kobiet                | Sylwia Jaśkowiec              | Ewelina Marcisz               | Martyna Galewicz          | [ 4 ]  |
| 7 stycznia 2018 | Szklarska Poręba | 11:00 CET | 15 km stylem dowolnym mężczyzn              | Dominik Bury                  | Jan Antolec                   | Paweł Klisz               | [ 5 ]  |
| 8 stycznia 2018 | Szklarska Poręba | 11:40 CET | Mieszany sprint drużynowy stylem klasycznym | MKS Istebna                   | AZS-AWF Katowice I            | NKS Trójwieś Beskidzka I  | [ 6 ]  |
| 23 marca 2018   | Szklarska Poręba | 10:00 CET | 15 km stylem klasycznym kobiet              | Justyna Kowalczyk             | Sylwia Jaśkowiec              | Urszula Łętocha           | [ 7 ]  |
| 23 marca 2018   | Szklarska Poręba | 10:45 CET | 30 km stylem klasycznym mężczyzn            | Maciej Staręga                | Dominik Bury                  | Mateusz Haratyk           | [ 8 ]  |
| 24 marca 2018   | Szklarska Poręba | 11:50 CET | Sprint drużynowy stylem dowolnym kobiet     | LKS Markam Wiśniowa Osieczany | AZS-AWF Katowice I            | MKS Istebna               | [ 9 ]  |
| 24 marca 2018   | Szklarska Poręba | 12:20 CET | Sprint drużynowy stylem dowolnym mężczyzn   | UKS Rawa Siedle I             | MKS Istebna                   | AZS-AWF Katowice I        | [ 10 ] |
| 25 marca 2018   | Szklarska Poręba | 11:10 CET | Sztafeta 4×5 km kobiet                      | AZS-AWF Katowice              | LKS Markam Wiśniowa Osieczany | MKS Halicz Ustrzyki Dolne | [ 11 ] |
| 25 marca 2018   | Szklarska Poręba | 10:00 CET | Sztafeta 4×7,5 km mężczyzn                  | UKS Rawa Siedlce              | AZS-AWF Katowice              | UKS Regle Kościelisko     | [ 12 ] |

## Wyniki

### Sprint kobiet
Szklarska Poręba 6 stycznia 2018 r.
| Pozycja | Zawodniczka         | Czas       | Strata |
| ------- | ------------------- | ---------- | ------ |
|         | Monika Skinder      | Finał      | –      |
|         | Izabela Marcisz     | Finał      |        |
|         | Urszula Łętocha     | Finał      |        |
| 4.      | Sylwia Jaśkowiec    | Finał      |        |
| 5.      | Weronika Kaleta     | Finał      |        |
| 6.      | Eliza Rucka         | Finał      |        |
| 7.      | Katarzyna Stokfisz  | 1/2 finału |        |
| 8.      | Agata Warło         | 1/2 finału |        |
| 9.      | Klaudia Kołodziej   | 1/2 finału |        |
| 10.     | Justyna Pradziad    | 1/2 finału |        |
| 11.     | Iwona Piekarz       | 1/2 finału |        |
| 12.     | Magdalena Kobielusz | 1/2 finału |        |

### Sprint mężczyzn
Szklarska Poręba 6 stycznia 2018 r.
| Pozycja | Zawodniczka          | Czas       | Strata |
| ------- | -------------------- | ---------- | ------ |
| 1./–    | Mantas Strolia       | Finał      | –      |
| 2./     | Kamil Bury           | Finał      |        |
| 3./–    | Modestas Vaičiulis   | Finał      |        |
| 4./     | Paweł Klisz          | Finał      |        |
| 5./     | Jan Antolec          | Finał      |        |
| 6./4.   | Kacper Antolec       | Finał      |        |
| 7./–    | Jaunius Drūsys       | 1/2 finału |        |
| 8./–    | Raimo Vīgants        | 1/2 finału |        |
| 9./–    | Tautvydas Strolia    | 1/2 finału |        |
| 10./–   | Ąžuolas Bajoravičius | 1/2 finału |        |
| 11./5.  | Daniel Iwanowski     | 1/2 finału |        |
| 12./6.  | Krzysztof Małkiński  | 1/2 finału |        |

### 10 km kobiet
Szklarska Poręba 7 stycznia 2018 r.
| Pozycja | Zawodniczka          | Czas        | Strata       |
| ------- | -------------------- | ----------- | ------------ |
| 1./     | Sylwia Jaśkowiec     | 28:09,2 min | –            |
| 2./     | Ewelina Marcisz      | 28:43,3 min | +34,0 s      |
| 3./–    | Maryna Ancybor       | 28:54,3 min | +45,1 s      |
| 4./–    | Wałentyna Szewczenko | 28:56,9 min | +47,6 s      |
| 5./     | Martyna Galewicz     | 29:37,9 min | + 1:28,6 min |
| 6./–    | Tetiana Antypenko    | 29:41,3 min | +1:32,0 min  |
| 7./–    | Kateryna Serdiuk     | 29:45,7 min | +1:36,4 min  |
| 8./4.   | Eliza Rucka          | 30:46,6 min | +2:37,3 min  |
| 9./5.   | Urszula Łętocha      | 30:49,9 min | +2:40,6      |
| 10./6.  | Izabela Marcisz      | 30:52,7 min | +2:43,4      |

### 15 km mężczyzn
Szklarska Poręba 7 stycznia 2018 r.
| Pozycja | Zawodniczka       | Czas        | Strata      |
| ------- | ----------------- | ----------- | ----------- |
|         | Dominik Bury      | 43:14,4 min | –           |
|         | Jan Antolec       | 43:56,5 min | +42,0 a     |
|         | Paweł Klisz       | 45:00,8 min | +1:46,4 min |
| 4.      | Mateusz Haratyk   | 45:01,1 min | +1:46,7 min |
| 5.      | Kamil Bury        | 46:19,7 min | +3:05,3 min |
| 6.      | Mateusz Chowaniak | 46:45,0 min | +3:30,6 min |
| 7.      | Andrzej Pradziad  | 46:57,3 min | +3:42,9 min |
| 8.      | Kacper Antolec    | 47:08,0 min | +3:53,6 min |
| 9./–    | Tautvydas Strolia | 47:19,2 min | +4:04,7 min |
| 10./9.  | Łukasz Kunc       | 47:26,7 min | +4:12,3 min |

### Mieszany sprint drużynowy
Szklarska Poręba 8 stycznia 2018 r.
| Pozycja | Klub                                  | Zawodnicy                          | Czas         | Strata       |
| ------- | ------------------------------------- | ---------------------------------- | ------------ | ------------ |
|         | MKS Istebna                           | Eliza Rucka Dominik Bury           | 20:28,15 min | –            |
|         | AZS AWF Katowice 1                    | Martyna Galewicz Jan Antolec       | 20:28,15 min | –            |
|         | NKS Trójwieś Beskidzka 1              | Agata Warło Mateusz Haratyk        | 20:38,98 min | +10,83 s     |
| 4.      | AZS AWF Katowice 2                    | Katarzyna Stokfisz Kacper Antolec  | 20:42,10 min | +13,95 s     |
| 5.      | UKS Regle Kościelisko 1               | Justyna Pradziad Andrzej Pradziad  | 20:42,10 min | +13,95 s     |
| 6.      | MULKS Grupa Oscar Tomaszów Lubelski 1 | Monika Skinder Bartosz Głaz        | 21:05,32 min | +37,17 s     |
| 7.      | UKS Rawa Sieldce 1                    | Justyna Stefaniuk Paweł Klisz      | 22:03,62 min | +1:35,47 min |
| 8.      | UKS Rawa Sieldce 2                    | Kamila Borkowska Daniel Iwanowski  | 22:36,97 min | +2:08,82 min |
| 9.      | UKS Regle Kościelisko 2               | Kamila Gąsienica Mateusz Chowaniak | 22:37,37 min | +2:09,22 min |
| 10.     | MULKS Grupa Oscar Tomaszów Lubelski 4 | Anna Berezecka Jan Żółkiewski      | 23:20,07 min | +2:51,92 min |

### 15 km kobiet
Szklarska Poręba 23 marca 2018 r.
| Pozycja | Zawodniczka        | Czas        | Strata       |
| ------- | ------------------ | ----------- | ------------ |
|         | Justyna Kowalczyk  | 40:01,3 min | –            |
|         | Sylwia Jaśkowiec   | 42:01,8 min | +2:00,5 min  |
|         | Urszula Łętocha    | 46:12,2 min | +6:10,9 min  |
| 4.      | Klaudia Pytel      | 47:36,3 min | +7:35,0 min  |
| 5.      | Andżelika Szyszka  | 48:27,5 min | +8:26,2 min  |
| 6.      | Katarzyna Stokfisz | 48:31,8 min | +8:30,5 min  |
| 7.      | Klaudia Kołodziej  | 48:45,5 min | +8:44,2 min  |
| 8.      | Magdalena Czusz    | 49:05,7 min | +9:04,4 min  |
| 9.      | Iwona Piekarz      | 51:04,5 min | +11:03,2 min |
| 10.     | Joanna Bronisz     | 51:57,7 min | +11:56,4 min |

### 30 km mężczyzn
Szklarska Poręba 23 marca 2018 r.
| Pozycja | Zawodniczka       | Czas        | Strata      |
| ------- | ----------------- | ----------- | ----------- |
|         | Maciej Staręga    | 1:18:11,3 h | –           |
|         | Dominik Bury      | 1:18:14,1 h | +2,8 s      |
|         | Mateusz Haratyk   | 1:18:22,4 h | +11,1 s     |
| 4.      | Paweł Klisz       | 1:18:29,0 h | +17,7 s     |
| 5.      | Jan Antolec       | 1:19:48,7 h | +1:37,4 min |
| 6.      | Kacper Antolec    | 1:21:46,9 h | +3:35,6 min |
| 7.      | Michał Skowron    | 1:23:34,9 h | +5:23,6 min |
| 8.      | Mateusz Chowaniak | 1:25:12,6 h | +7:01,3 min |
| 9.      | Wiktor Czaja      | 1:26:00,9 h | +7:49,6 min |
| 10.     | Maciej Popieluch  | 1:26:08,4 h | +7:57,1 min |

### Sprint drużynowy kobiet
Szklarska Poręba 24 marca 2018 r.
| Pozycja | Klub                            | Zawodniczki                            | Czas        | Strata      |
| ------- | ------------------------------- | -------------------------------------- | ----------- | ----------- |
|         | LKS Markam Wiśniowa Osieczany 1 | Sylwia Jaśkowiec Urszula Łętocha       | 21:55,8 min | –           |
|         | AZS-AWF Katowice 1              | Justyna Kowalczyk Katarzyna Stokfisz   | 22:17,9 min | +22,1 s     |
|         | MKS Istebna                     | Marcelina Wojtyła Eliza Rucka          | 24:09,7 min | +2:13,9 min |
| 4.      | MKS Halicz Ustrzyki Dolne       | Luiza Motyka Andżelika Szyszka         | 24:26,6 min | +2:30,8 min |
| 5.      | SSR LZS Sokół Szczyrk           | Klaudia Pytel Magdalena Kobielusz      | 24:48,4 min | +2:52,6 min |
| 6.      | UKS Regle Kościelisko           | Justyna Pradziad Catherine Spierenburg | 25:08,9 min | +3:13,1 min |
| 7.      | LKS Markam Wiśniowa Osieczany 2 | Weronika Kaleta Emilia Romanowicz      | 25:42,8 min | +3:47,0 min |
| 8.      | UKS Rawa Sieldce 2              | Rozalia Prokurat Justyna Stefaniuk     | 25:54,6 min | +3:58,8 min |
| 9.      | MKS Karkonosze Sporty Zimowe JG | Róża Łyjak Aleksandra Ciepiela         | 26:03,1 min | +4:07,3 min |
| 10.     | UKS Rawa Sieldce 1              | Joanna Bronisz Anna Bielecka           | 33:09,5 min | +6:51,8 min |

### Sprint drużynowy mężczyzn
Szklarska Poręba 24 marca 2018 r.
| Pozycja | Klub                            | Zawodniczki                          | Czas        | Strata      |
| ------- | ------------------------------- | ------------------------------------ | ----------- | ----------- |
|         | UKS Rawa Sieldce 1              | Paweł Klisz Maciej Staręga           | 18:34,6 min | –           |
|         | MKS Istebna                     | Dominik Bury Kamil Bury              | 18:43,5 min | +8,9 s      |
|         | AZS-AWF Katowice 1              | Jan Antolec Kacper Antolec           | 18:52,7 min | +18,1 s     |
| 4.      | NKS Trójwieś Beskidzka          | Bartłomiej Rucki Mateusz Haratyk     | 19:42,5 min | +1:07,9 min |
| 5.      | MKS Karkonosze Sporty Zimowe JG | Michał Boreczek Michał Skowron       | 20:22,8 min | +1:48,2 min |
| 6.      | UKS Regle Kościelisko           | Mateusz Chowaniak Łukasz Kunc        | 20:25,6 min | +1:51,0 min |
| 7.      | UKS Rawa Sieldce 2              | Arkadiusz Posiadała Daniel Iwanowski | 21:12,5 min | +2:37,9 min |
| 8.      | UKS Hubal Białystok             | Kacper Janowski Krzysztof Małkiński  | 21:43,6 min | +3:09,0 min |
| 9.      | UKS Rawa Sieldce 3              | Mateusz Posiadała Piotr Sobiszewski  | 22:00,3 min | +3:25,7 min |
| 10.     | AZS-AWF Katowice 2              | Mateusz Szczotka Wojciech Pelczar    | 22:01,7 min | +3:27,1 min |

### Sztafeta kobiet
Szklarska Poręba 25 marca 2018 r.
| Pozycja | Klub                            | Zawodniczki                                                           | Czas                                                         | Strata        |
| ------- | ------------------------------- | --------------------------------------------------------------------- | ------------------------------------------------------------ | ------------- |
|         | AZS-AWF Katowice                | Magdalena Czusz Justyna Kowalczyk Katarzyna Stokfisz Martyna Galewicz | 1:03:09,98 h 17:58,2 min 15:00,1 min 15:38,3 min 14:32,1 min |               |
|         | LKS Markam Wiśniowa Osieczany   | Iwona Piekarz Urszula Łętocha Sylwia Jaśkowiec Weronika Kaleta        | 1:04:58,01 h 18:12,3 min 17:16,2 min 13:47,1 min 15:40,2 min | +1:48,03 min  |
|         | MKS Halicz Ustrzyki Dolne       | Kinga Polityńska Kamila Kiedrowska Andżelika Szyszka Luiza Motyka     | 1:10:08,16 h 18:34,4 min 19:43,5 min 15:34,2 min 16:15,3 min | +6:58,18 min  |
| 4.      | UKS Rawa Siedlce                | Justyna Stefaniuk Joanna Bronisz Rozalia Prokurat Anna Bielecka       | 1:12:51,13 h 17:51,1 min 18:58,4 min 17:21,4 min 18:40,6 min | +9:41,15 min  |
| 5.      | LKS Witów SKI Mszana Górna      | Julia Demkowska Klaudia Kołodziej Gabriela Dawiec Ewelina Kołodziej   | 1:13:01,58 h 19:29,6 min 17:53,3 min 17:54,6 min 17:43,4 min | +9:51,60 min  |
| 6.      | MKS Karkonosze Sporty Zimowe JG | Aleksandra Ciepiela Magdalena Janiak Róża Łyjak Kamila Boczkowska     | 1:15:18,89 h 18:42,5 min 21:18,6 min 17:28,5 min 17:49,5 min | +12:08,91 min |

### Sztafeta mężczyzn
Szklarska Poręba 26 marca 2018 r.
| Pozycja | Klub                            | Zawodniczki                                                      | Czas                                                         | Strata       |
| ------- | ------------------------------- | ---------------------------------------------------------------- | ------------------------------------------------------------ | ------------ |
|         | UKS Rawa Siedlce                | Daniel Iwanowski Maciej Staręga Arkadiusz Posiadała Paweł Klisz  | 1:22:18,43 h 22:13,4 min 20:07,1 min 21:16,5 min 18:40,1 min |              |
|         | AZS-AWF Katowice                | Dawid Bril Jan Antolec Wojciech Pelczar Kacper Antolec           | 1:22:22,33 h 22:26,5 min 20:38,2 min 20:18,2 min 18:58,2 min | +3,9 s       |
|         | UKS Regle Kościelisko           | Mateusz Chowaniak Andrzej Pradziad Marcin Rzeszótko Łukasz Kunc  | 1:23:11,38 h 21:03,2 min 21:32,3 min 20:30,4 min 20:05,4 min | +52,95 s     |
| 4.      | KS Jedność Nowy Sącz            | Wiktor Czaja Łukasz Marmol Maciej Popieluch Dawid Damian         | 1:25:15,59 h 21:32,3 min 23:24,5 min 20:17,1 min 20:01,3 min | +2:57,16 min |
| 5.      | MKS Karkonosze Sporty Zimowe JG | Michał Skowron Oskar Wysocki Michał Boreczek Maciej Zdziechowski | 1:26:35,81 h 20:58,1 min 23:22,4 min 20:22,3 min 21:51,5 min | +4:17,38 min |